# Rookbruine gierzwaluw
De rookbruine gierzwaluw (Cypseloides fumigatus) is een vogel uit de familie Apodidae (gierzwaluwen).

## Verspreiding en leefgebied
Deze soort komt voor in oostelijk Bolivia, oostelijk Paraguay, noordoostelijk Argentinië en zuidoostelijk Brazilië.